# Карпаты (футбольный клуб, Коломыя)
«Карпаты» — украинский футбольный клуб из города Коломыя Ивано-Франковской области. Чемпион Ивано-Франковской области 2010 и 2011. Чемпион любительского чемпионата Украины 2012. До 2011 года выступал под названием «Карпаты» (Печенежин).
Клуб создан в пгт. Печенижин Коломыйского района Ивано-Франковской области, домашние поединки проводил на стадионе «Карпаты» (300 мест). Весной 2011 года переехал в Коломыю, где играет на местном стадионе «Юность» (2000 мест).
Осенью 2011 года клуб подал в ПФЛ Украины заявку на прохождение процедуры аттестации, чтобы получить возможность принять участие во второй лиге чемпионата Украины 2012/13. В 2012 году стартовал в Любительском чемпионате Украины, параллельно соревнуясь в чемпионате и кубке области. В своей группе чемпионата ААФУ команда заняла третье место, и вышла в финальную часть соревнований, где стала чемпионом Украины среди любительских коллективов. Летом 2012 пост президента клуба покинул предприниматель Дмитрий Лащук, который в начале 2013 года в пгт. Печенижин возрождает футбольную команду «Карпаты» (Печенижин). Печенежинские «Карпаты» заявляются в областную первенство (вторая лига) сезона 2013 года.
В 2013 году коломыйские «Карпаты» продолжили выступления в чемпионате области среди команд первой лиги.

## Достижения
В сезоне 2008 года клуб стал победителем второй лиги чемпионата Ивано-Франковской области, а в 2010 году решил попробовать свои силы в первой лиге. Усилившись местными футболистами и игроками из Черновицкой и Тернопольской областей, «Карпаты» стали чемпионом Ивано-Франковской области 2010 г., повторив этот успех 2011 года. В 2011 и 2012 годах «Карпаты» стали обладателями Кубка Ивано-Франковской области. В 2012 году «Карпаты» стали чемпионами Украины среди любительских коллективов и заняли 3 место по итогам сезона в Чемпионате области пропустив вперед соперников из Яремче и богородчанский «Газовик».